# Сюй Даонін
Сюй Даонін (許道寧/甯, 970 — 1052) — китайський художник, один з провідних майстрів пейзажного живопису часів епохи Північна Сун.

## Життєпис
Народився у 970 році в області Хецзянь (у сучасній провінції Хебей), за іншими відомостями він є уродженцем м. Чан'ань. Про молоді роки мало відомостей. Сюй Даонін пройшов навчання в Академії живопису, займаючись у самого Лі Чена, однак закінчив не мальовниче, а медичне відділення Академії живопису і надалі займався художньою творчістю для власного задоволення. Це не завадило йому здобути широке визнання серед знавців живопису та отримувати замовлення двору. Помер у 1052 році у Чан'ані.

## Творчість
Сюй Даонін працював переважно як пейзажист у станковому та монументальному живописі. Загалом мав 138 робіт, серед них відомий сувій «Гуань шань мі Сюе ту» («Гірський прохід, що занесено снігом»). Відомо також про створення ним 2 стінописних картин, що прикрашали покої одного зі столичних палаців. Однак жодних подробиць про ці твори не збереглося.
Творча манера Сюй Даоніна зазнала з часом змін. Спочатку він працював стримано і скромно. Але в старості вважав, що кисть повинна бути лаконічною і відточеною. Тому зображав вершини невисоких гір гострими, а прірви стрімкими, дерева і ліс сильними і напруженими. Цим він відрізнявся від інших і створив стиль своєї школи.
Це підтверджується рідкісним для нього точно атрибутуваним пейзажним сувоєм — «Юй-фу ту» («Рибалки», інші назви «Чунь цзян юй тин ту» — «Рибальські човни на осінній річці», і «Ловля риби в гірському потоці», 48,9 х209, 6 см, шовк, туш легка підсвітка. Галерея мистецтв Нельсона-Аткінса, м.Канзас-Сіті). Хоча цей твір в цілому відповідає установкам «панорамно—монументального стилю», що зайняв панівне становище в академічному живописі того часу, в «Юй-фу ту» дано іншу побудову ландшафту та специфічне трактування як гірського вигляду в цілому, так і його окремих елементів. Замість характерних для пейзажів Х ст., зокрема робіт Гуань Туна і Фань Куаня, зображення однієї вершини фланкировались збоку двома дрібними піками, тут показано кілька гірських ланцюгів, розташованих один за одним по горизонтальній і вертикальній осях сувою. Близький план займають рибальські човни на річковій гладі та дорога з подорожніми, які йдуть по ній. Середній — заповнюють гірські кручі (праворуч) і вигин річки з розкиданими по берегах валунами. На дальньому плані піднімається скельний масив, утворений різними за висотою і формами піками, які написані потужними, ковзаючими від вершин до підніжжя, мазками пензля. Обсяги виступів і западин моделюються чергуванням щільного шару туші і легких розмивів. Гострі графічні прийоми малюнка стрімких скель і оголених деревних стовбурів на передньому плані приковує погляди, дають контрастне поєднання з м'якими розпливчастими мальовничими плямами в зображенні далеких горизонтів. Золотавий відтінок фону, отриманий шовковою основою сувою, створює відчуття легкого «підсвічування», немовби передаючи відчуття холодного й прозорого осіннього повітря, що сприяє враженню цілісності та достовірності пейзажу.